# شناسایی‌شده
«شناسایی شده» آلبومی از هنرمند اهل ایالات متحده آمریکا ونسا هاجنز است.